# Политическая история
Политическая история — межотраслевая дисциплина на стыке истории и политологии, изучающая историю политических теорий и институтов, политических событий и их взаимосвязи в историческом аспекте. Любые значительные политические исследования так или иначе предполагают обращение к политической истории.
Политическая история фокусируется на решениях, принимавшихся лидерами государств, на организации и способе действия властей в больших обществах, на воздействии властных элит на общество и взаимоотношения государств между собой.
"Политическая история по своей природе справедливо претендует на жанр «Большой Истории», где сходятся так или иначе все структуры исторического общества", - отмечает С. К. Цатурова.